# Campagnes d'Italie (Révolution)
Pour les articles homonymes, voir Campagne ou guerre d'Italie.
Les campagnes d'Italie sous la Révolution sont une succession de plusieurs campagnes qui ont eu lieu depuis la Convention jusqu'aux guerres napoléoniennes entre la France et les régions frontalières voisines italiennes.

## Armées des Alpes et d'Italie à partir de 1792
À l'aube de la Révolution, la partie savoyarde des Alpes et Nice sont rattachées au royaume de Sardaigne.

### La Savoie
Sous l'impulsion de François Amédée Doppet, député de l'Isère demandeur du rattachement de la Savoie, une légion des Allobroges est formée en juillet 1792, suivie en septembre de la même année de l'armée des Alpes à laquelle elle est intégrée. Celle-ci a à sa tête le général d'Anselme.
Les forces françaises, commandées par Anne-Pierre de Montesquiou-Fézensac, envahissent la Savoie le 22 septembre 1792.
Le duché de Savoie est alors rattaché à la France.

### Nice
L'armée d'Italie est créée à partir de l'armée des Alpes dans le cadre de la première campagne du Piémont.
Les troupes françaises dirigées par le général Jacques Bernard d'Anselme prennent Nice sans livrer combat le 29 septembre 1792, et par la même occasion le comté.

### 1793-1796
Alors que certaines villes se soulèvent, comme Toulon, des détachements de l'armée des Alpes et d'Italie sont envoyés pour le siège de Toulon.
Une fois la ville reprise, les détachements sont réintégrés dans leur corps d'origine.
À partir de 1796, l'archiduché d'Autriche et son allié le royaume de Sardaigne vont tenter de reprendre leurs anciennes possessions.

## Première campagne d'Italie (1796-1797)
L'armée française d'Italie va réaliser une percée depuis Nice jusqu'à approcher Vienne où l'armistice sera signé en 1797.
Napoléon Bonaparte, qui avait été remarqué lors du siège de Toulon, va mener à bien cette campagne en tant que général de l'armée d'Italie.
Fin 1798, après l'occupation de Turin, la République piémontaise est installée. Elle est tantôt reprise par les Autrichiens, puis à nouveau perdue, et rebaptisée République subalpine de manière éphémère.

## Seconde campagne d'Italie
Alors que Bonaparte est isolé par la campagne d'Égypte, les Autrichiens, au sein de la Deuxième Coalition, tentent de reprendre les territoires précédemment annexés.
Les Français parviennent à être secourus, notamment avec le retour de Bonaparte entre autres, et reprennent l'avantage. Les coalisés enchainent plusieurs pertes.

## Après la Révolution
Bien que n'entrant plus dans le cadre des guerres de la Révolution française, Bonaparte va entreprendre une nouvelle campagne d'Italie en 1805, commandée par le maréchal Masséna.